# Wilfredo Loyola
Wilfredo Loyola Torriente (* 31. prosince 1967 Cienfuegos) je bývalý kubánský sportovní šermíř, který se specializoval na šerm kordem. Kubu reprezentoval v osmdesátých a devadesátých letech. Bratr Nelson Loyola reprezentoval Kubu v devadesátých letech v šermu kordem. O olympijské hry v roce 1984 a 1988 přišel kvůli bojkotu. V roce 1987 obsadil třetí místo na mistrovství světa v soutěži jednotlivců.